# 木本事件

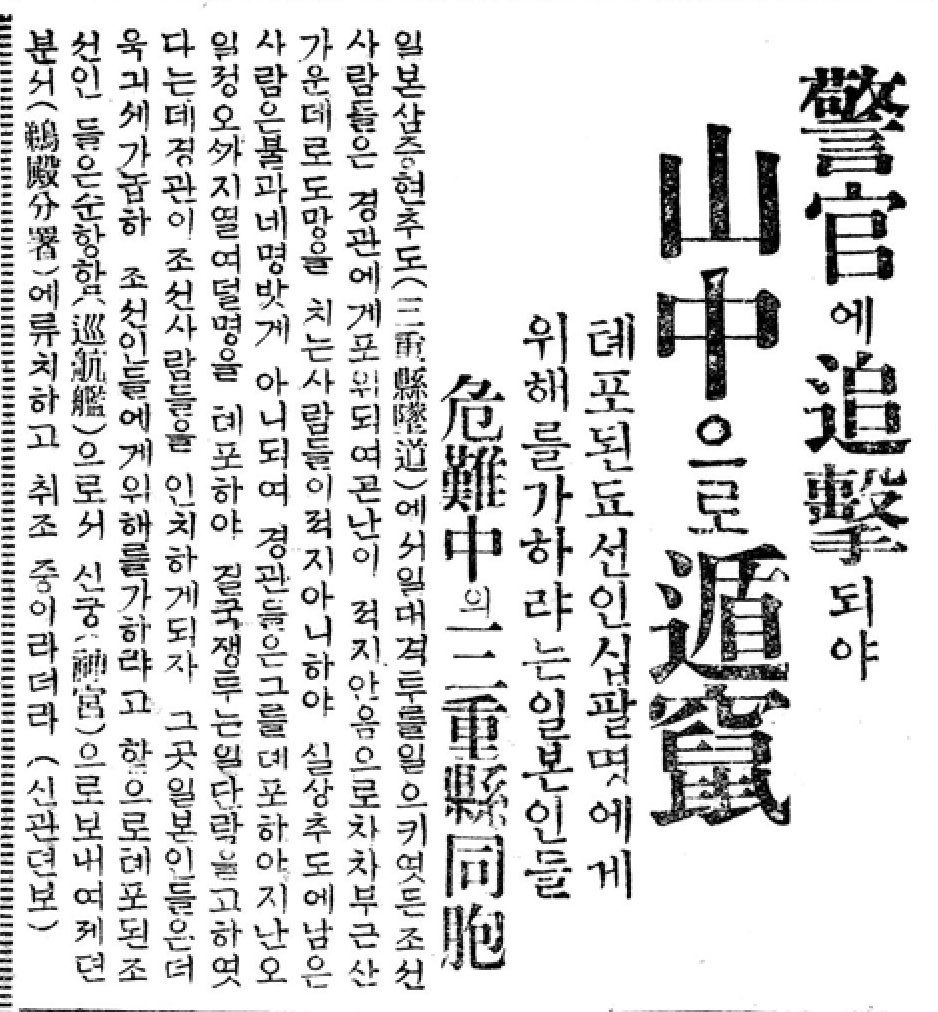
事件を伝える東亜日報の記事 (1926年1月7日)

木本事件（きのもとじけん）、または三重県朝鮮人虐殺事件は、三重県南牟婁郡木本町（現・熊野市）で1926年（大正15年）1月3日に起きた、在日朝鮮人2人に対するリンチ殺人事件を指す。

## 事件の経過
事件当時、現場付近では日本人と朝鮮人の労働者計47名がトンネル工事に従事していた。他に13人の朝鮮人家族が近くの宿舎に滞在していた。 1926年1月2日、朝鮮人と酩酊した日本人が地元の劇場の前で口論となった。日本人は刀を抜き、朝鮮人に重傷を負わせた。
1月3日、地元の神社で朝鮮人の一団が目撃された。町の日本人の間では、朝鮮人がダイナマイト（トンネル工事で使われるもの）を持って仕返しに来たという噂が広まった。
地元警察の要請を受け、在郷軍人会、青年団、消防組が竹槍や猟銃で武装し、朝鮮人労働者が滞在している地域に向かった。朝鮮人の一部は、安全を求めて建設中のトンネルの中に逃げ込んだ。日本人の労働者は朝鮮人と間違われ、同じ様に襲われた。イ・ギユン（이기윤; 李基允、25歳）は、午後5時頃に、他の労働者や家族がいるトンネルとは反対方向に逃げることで、彼らに逃げるチャンスをつくったと報告されている。イは非武装であった。しかし彼は取り囲まれた上、通りの真ん中で頭を撃たれた。朝鮮人の一部はトンネルを抜け出し、約60人が山に逃げ込んだ。
日没後、攻め手は再編成され、山に潜む朝鮮人を探しに出動した。朝鮮人はダイナマイトを使用して反撃した。このとき、同じ工事現場で働いていた日本人労働者（林林一、高橋万次郎、杉浦新吉ら）も、朝鮮人労働者とともに闘った。 ダイナマイトによる反撃を受けた日本人住民は、午後7時頃、イを虐殺した地点のすぐ近くでペ・サンド（배상도、裵相度、29歳）を殺したが、彼もやはり非武装だった。攻め手は一旦退却した後、追跡を再開し朝鮮人を銃撃した。
殺害されたうちの一人は頭を槍で突かれ、町の中心部を引きずり回された。彼らの遺体は3日間路上に放置され、何度も突き刺されたために「蜂の巣のように」なった。彼らの死体は地元の極楽寺の墓地に集められ、藁で覆っただけで数日間放置された。その後、彼らは埋葬され、彼らのためにつくられた四文字の戒名（春雪信士と秋相信士）が墓石に刻まれた。他の朝鮮人の負傷についての記録は、重傷を負ったという1人を除いてほぼないが、他に戦闘中に負傷した者もいただろうと研究者は推測している。

## 犯人逮捕と裁判
事件の直後、加害者集団は地元警察に対し、手に負えない朝鮮人たちが食料品や物品を盗んだと説明した。警察の捜査に協力した5人は表彰され、処罰はなかった。
1月6日までに、加害者と警察は共同で約50人の朝鮮人を逮捕し、尋問した。1月7日には20人が扇動罪で起訴され、予備審問にかけられた。残りの30人は更なる処置のため鳥羽に送られた。1月10日から2日間かけて日本人加害者が逮捕された。20人が取り調べを受け、5人が拘留された。計15人の朝鮮人と17人の日本人が裁判にかけられた。在日朝鮮人に対して同情的なことで知られていた日本の弁護士、布施辰治が朝鮮人の弁護を行った。
裁判所は10月30日に判決を下した。朝鮮人のキム・ミョング（김명구; 金明九）は懲役3年、ユン・チョンチン（윤정진）は懲役2年、イ・トスル（이도술; 李道述）とユ・サンパム（유상범; 유상범）はそれぞれ懲役1年6ヶ月。残りの朝鮮人は釈放された。日本人の道原總士（桃原增市）ら3人は懲役2年、他の10人は懲役6月、執行猶予3年とされた。
起訴や有罪判決の有無にかかわらず、すべての朝鮮人は解雇され、現場から追放された。一方、現場である木本の有志は、裁判中の日本人の生活費と弁護士費用を負担した。

## 遺したもの
この事件は日本と朝鮮半島双方の朝鮮人を激怒させた。朝鮮の新聞は在日朝鮮人に対する労働権と公民権の適用を求めた。
その後、事件はほとんど忘れ去られていたが、1980年代後半から地元の市民団体「三重県木本で虐殺された朝鮮人労働者の追悼碑を建立する会」が、亡くなった朝鮮人のための慰霊碑の建設を提唱を始めた。地元の極楽寺の住職であった足立知典は木本町育ちだったが、事件とは関係ない調査に絡み偶然に見聞きするまで、事件について聞いたことがなかった。彼は私財を投じて韓国・慶州から墓石2基を取り寄せ、そこに故人の朝鮮名（朝鮮漢字）を刻んだ。新たな墓石は2000年11月に建てられた。
この事件は、日本における他の朝鮮人に対する暴力行為、木本事件の2年半ほど前に起きた1923年の関東大震災朝鮮人虐殺事件や福田村事件と対比されている。